# 4 juli
4 juli är den 185:e dagen på året i den gregorianska kalendern (186:e under skottår). Det återstår 180 dagar av året.

## Återkommande bemärkelsedagar

### Nationaldagar
- USA:s självständighetsdag (till minne av ratifikationen av självständighetsförklaringen från Storbritannien denna dag 1776)

### Flaggdagar
- Norge: Drottningens födelsedag

## Namnsdagar

### I den svenska almanackan
- Nuvarande – Ulrika och Ulla
- Föregående i bokstavsordning
  - Ellika – Namnet infördes på dagens datum 1986, men utgick 1993.
  - Udalricus – Namnet fanns, till minne av Udalricus en biskop och helgon i Augsburg på 900-talet, även i formen Ulricus, på dagens datum före 1721, då det utgick till förmån för Ulrika. 1901 återinfördes Ulricus på 5 augusti i den modernare formen Ulrik och har funnits där sedan dess.
  - Ulla – Namnet infördes på dagens datum 1986 och har funnits där sedan dess.
  - Ulrika – Namnet infördes, för att hedra den svenska drottningen Ulrika Eleonora, på dagens datum 1721 och har funnits där sedan dess.
- Föregående i kronologisk ordning
  - Före 1721 – Udalricus eller Ulricus
  - 1721–1900 – Ulrika
  - 1901–1985 – Ulrika
  - 1986–1992 – Ulrika, Ellika och Ulla
  - 1993–2000 – Ulrika och Ulla
  - Från 2001 – Ulrika och Ulla
- Källor
  - Brylla, Eva (red.): Namnlängdsboken, Norstedts ordbok, Stockholm, 2000. ISBN 91-7227-204-X
  - af Klintberg, Bengt: Namnen i almanackan, Norstedts ordbok, Stockholm, 2001. ISBN 91-7227-292-9

### Finlandssvenska almanackan
- Nuvarande från 2020[1] – Ulla, Ulrika, Ulrik
- I föregående revideringar[a][2]
  - 1929–1949 – Ulrik, Ulla
  - 1950–2005 – Ulrika, Ulla
  - 2005–2019 – Ulrika, Ulla, Ulrik

## Händelser
- 1187 – En styrka på 20 000 kristna (varav 1 200 riddare) från Jerusalem (inklusive flera olika riddarordnar) blir besegrad av 30 000 ayyubidiska muslimer, ledda av den berömde fältherren Saladin, i slaget vid Hattin nära Tiberias vid Gennesaretsjön (i nuvarande Israel). Slaget blir en avgörande seger för muslimerna, eftersom de tillfångatar eller dödar majoriteten av de kristna, vilket leder till att deras förmåga att föra krig minskas kraftigt, varpå muslimerna snart kan erövra och krossa det nästan 90 år gamla kristna kungariket Jerusalem (grundat 1099). Detta leder i sin tur till att ett flertal europeiska furstar inleder det tredje korståget 1189.
- 1374 – Ett år efter den svenska nunnan Birgitta Birgersdotters död i Rom (23 juli 1373) och sedan hennes barn Birger och Katarina i över ett halvår har fört kistan genom Europa, blir hennes kvarlevor skrinlagda i klostret i östgötska Vadstena, som hon själv har grundat. Redan samma år skrivs den första beskrivningen av de mirakler, som sägs ha inträffat i Birgittas liv och snart inleds en process, för att få henne helgonförklarad. Detta kommer till stånd 1391 och med tiden blir hon känd som Heliga Birgitta – idag den ena av Sveriges katolska helgon och ett av Europas åtta skyddshelgon.
- 1415 – Under konciliet i Konstanz tvingas Rompåven Gregorius XII abdikera. Sedan även Pisapåven Johannes XXIII har abdikerat den 29 maj återstår nu endast Avignonpåven Benedictus XIII av de tre olika påvefraktioner, som för tillfället strider om påvemakten. Varken Johannes eller Benedictus efterträds dock av någon på sina poster, så Pisapåvedömet upphör med Johannes och när Benedictus blir avsatt två år senare upphör även Avignonpåvedömet. Påvestolen i Rom står tom i två år efter Gregorius avsättning, innan Martin V tillträder 1417, vilket gör slut på stridigheterna om påvemakten, som har varat sedan 1378.
- 1534 – Sedan den förre dansk-norske kungen Fredrik I har avlidit den 10 april året före har den danska tronen formellt stått tom, men denna dag utropas hans son Kristian III officiellt till ny kung av Danmark och Norge (Kristian har dock gjort anspråk på tronen och i praktiken varit kung sedan faderns död). Att det har dröjt så länge, innan Kristian officiellt kan utropas beror på att det efter Fredriks död har utbrutit ett inbördeskrig om den danska kungamakten, vilket går till historien som grevefejden. Striden står mellan dem som erkänner Kristian III som kung och dem som vill återinsätta den tio år tidigare avsatte unionskungen Kristian II. Den svenske kungen Gustav Vasa vill göra allt för att undvika att Kristian II återkommer till makten och därför blandar sig även Sverige i kriget. 1536 står Kristian III som segrare och Kristian II blir fängslad för resten av sitt liv (till 1559).
- 1568 – Den svenske kungen Erik XIV gifter sig officiellt med sin frilla Karin Månsdotter vid en ceremoni i Storkyrkan i Stockholm och hon blir därmed Sveriges drottning (hon kröns dagen därpå). De har dock gift sig i hemlighet ett år tidigare, för att deras gemensamma barn (dottern Sigrid och den 1568 födde sonen Gustav) ska bli legitima, vilket leder till att sonen Gustav blir svensk kronprins. Att kung Erik gifter sig med en icke-kunglig och icke-adlig person ses dock inte med blida ögon av den svenska adeln och blir en av orsakerna till att hans bröder, hertigarna Johan och Karl, en vecka senare inleder ett uppror mot honom, som leder till att han blir fångad och avsatt i slutet av tredje kvartalet.
- 1708 – En svensk styrka på 12 500 man, ledd av kung Karl XII och fältmarskalken Carl Gustaf Rehnskiöld, besegrar en rysk styrka på 39 000 man, ledd av Boris Sjeremetev, Aleksandr Mensjikov och Anikita Repnin, i slaget vid Holowczyn två och en halv mil väster om Mahiljoŭ i nuvarande Vitryssland. De svenska förlusterna uppgår endast till 267 döda och 1 028 sårade, medan ryssarna förlorar över 4 500 man i döda och sårade. Slaget blir Karl XII:s sista stora seger under stora nordiska kriget och han betraktar det som sin favoritseger. Eftersom ryssarna flyr från slagfältet kan svenskarna dock inte använda den närliggande floden Dnepr som försvarslinje, som det är tänkt, och därför får slaget ingen avgörande betydelse för krigets fortsättning.
- 1776 – Den amerikanska kontinentalkongressen som sammanträder i Philadelphia i Pennsylvania, ratificerar den självständighetsförklaring, som har skrivits av flera kongressmedlemmar i juni och som har godkänts den 2 juli.[3] I och med detta förklarar sig de 13 brittiska kolonierna på den nordamerikanska östkusten formellt självständiga från Storbritannien och bildar den nya staten Amerikas förenta stater (engelska: United States of America; vanligtvis förkortat USA). Denna formella självständighetsförklaring utfärdas över ett år efter utbrottet av koloniernas självständighetskrig mot moderlandet och innebär, att USA räknar sin födelse från detta datum – dagen firas därför idag som USA:s nationaldag.
- 1864 – Flera fakulteter och institutioner vid Sankt Sava-akademin (grundad 1694) i Bukarest förs samman och bildar Bukarests universitet efter ett dekret av furst Alexandru Ioan Cuza. 2012 räknas det som ett av världens 700 främsta universitet.
- 1879 – En brittisk styrka på 5 000 man, ledd av Frederic Thesiger, besegrar en styrka på 12 000–15 000 zulukrigare under Cetshwayo kaMpandes ledning, i slaget vid Ulundi vid Zululands huvudstad i Sydafrika. Därmed är anglo-zulukriget, som utbröt i januari, över och genom britternas seger i kriget förlorar Zuluriket sin självständighet. Det förblir ett eget kungarike i ytterligare 18 år, men som en brittisk marionettstat och 1897 annekteras landet av britterna som en del av Natal.
- 1888 – De icke fackligt organiserade mursmäckorna i Stockholm inleder en strejk, som varar till den 7 juli, för att få till stånd en höjning av lönen från de 16 eller 17 öre i timmen, som dittills har betalats, till 18 öre i timmen. Strejken blir relativt obetydlig, men får stor uppmärksamhet i pressen, främst för att de strejkande är kvinnor (den räknas som den första kvinnostrejken i Stockholm). Efter tre dagar avblåses strejken, då arbetsgivarna går med på de strejkandes krav (under 1890-talet sänks dock lönen till 14 öre i timmen, på grund av rådande lågkonjunktur).
- 1946 – USA erkänner Filippinernas självständighet och landet blir republik efter 425 år av utländskt styre (sedan inledningen av den spanska erövringen 1521). Ögruppen har tillhört USA sedan spansk-amerikanska kriget 1898, men genom den japanska ockupationen under andra världskriget har självständighetssträvandena verkligen börjat göra sig gällande, särskilt som japanerna har tillåtit visst filippinskt självstyre genom grundandet av den andra filippinska republiken 1943.
- 1976 – Israelisk militär genomför Operation Entebbe, då de fritar gisslan från ett flygplan, som tidigare har kapats av tyska och palestinska terrorister och flugits till Entebbe i Uganda. Terroristerna har krävt att flera fångar ska friges ur olika europeiska och israeliska fängelser, men har redan släppt större delen av gisslan. Då Israel har lovat att släppa de israeliska fångarna har man lyckats skjuta upp det av terroristerna satta slutdatumet från 1 till 4 juli. Då man antar att den ugandiske diktatorn Idi Amin sympatiserar med kaparna har man valt att inte samarbeta med honom, utan genomför räden under natten till den 4 juli på ugandiskt territorium, utan Ugandas medgivande. Samtliga kapare, 45 ugandiska soldater, 3 ur gisslan och en israelisk kommandosoldat (den sedermera israeliske premiärministern Benjamin Netanyahus bror Yonathan) dödas i skottlossningen, men i övrigt förs gisslan (flygplanspassagerare och besättning) först till Nairobi och därifrån vidare till Tel Aviv. Uganda försöker sedan i FN få till stånd ett fördömande av Israel, för att landet har kränkt ugandiskt territorium, men lyckas inte.
- 2002 – Västmanlands Folkblad i Västerås läggs ned.

## Födda
- 1715 – Christian Fürchtegott Gellert, tysk skald och filosof
- 1742 – John Tayler, amerikansk demokratisk-republikansk politiker
- 1753 – Jean-Pierre Blanchard, fransk ballongfarare och luftfartspionjär
- 1776 – Ethan Allen Brown, amerikansk jurist, politiker och diplomat, guvernör i Ohio 1818–1822 och senator för samma delstat 1822–1825
- 1790 – George Everest, brittisk överste och geograf, överlantmätare i Indien 1830–1843
- 1796 – John Motley Morehead, amerikansk whigpolitiker, guvernör i North Carolina 1841–1845
- 1799 – Oscar I, kung av Sverige och Norge 1844-1859
- 1802 – John L. Helm, amerikansk politiker, guvernör i Kentucky 1850–1851 och 1867
- 1804 – Nathaniel Hawthorne, amerikansk författare
- 1807 – Giuseppe Garibaldi, italiensk frihetskämpe och nationalist
- 1815 – Emory B. Pottle, amerikansk republikansk politiker
- 1816 – James B. Howell, amerikansk republikansk politiker, senator för Iowa 1870–1871
- 1826
  - Angus Cameron, amerikansk republikansk politiker, senator för Wisconsin 1875–1881 och 1881–1885
  - Stephen Foster, amerikansk kompositör och textförfattare
- 1827 – George Washington Glick, amerikansk demokratisk politiker, guvernör i Kansas 1883–1885
- 1830 – Oscar Arnoldson, svensk operasångare
- 1834 – Christopher Dresser, brittisk formgivare
- 1837 – Carolus-Duran, fransk målare och skulptör
- 1846 – S.W.T. Lanham, amerikansk demokratisk politiker, guvernör i Texas 1903–1907
- 1856 – William Tilghman, amerikansk sheriff
- 1861 – Lawrence Tyson, amerikansk demokratisk politiker och general, senator för Tennessee 1925–1929
- 1862 – Walter L. Fisher, amerikansk republikansk politiker, USA:s inrikesminister 1911–1913
- 1868 – Albert H. Roberts, amerikansk demokratisk politiker, guvernör i Tennessee 1919–1921
- 1872 – Calvin Coolidge, amerikansk republikansk politiker, guvernör i Massachusetts 1919–1921, USA:s vicepresident 1921–1923 och president 1923–1929
- 1879 – Homer Hoch, amerikansk jurist och republikansk politiker, kongressledamot 1919–1933
- 1885 – Louis B. Mayer, amerikansk filmproducent
- 1898 – Gertrude Lawrence, brittisk skådespelare, sångare och dansare
- 1903 – Corrado Bafile, italiensk kardinal 1976-2005
- 1904 – Angela Baddeley, brittisk skådespelare
- 1907 – Calle Flygare, svensk skådespelare, regissör och teaterskolledare
- 1910 – Gloria Stuart, amerikansk skådespelare
- 1913 – Oscar Rundqvist, svensk bassångare och multiinstrumentalist
- 1919 – Gerd Hagman, svensk skådespelare
- 1921 – Stein Rokkan, norsk statsvetare
- 1924 – Eva Marie Saint, amerikansk skådespelare
- 1926 – Alfredo Di Stéfano, argentinsk fotbollsspelare
- 1927
  - Gina Lollobrigida, italiensk skådespelare
  - Neil Simon, amerikansk dramatiker och pjäsförfattare
- 1928 – Kerstin Isedal, svensk skådespelare
- 1929 – Darío Castrillón Hoyos, colombiansk kardinal
- 1936 – Ralph Abraham, amerikansk matematiker och kaosteoretiker
- 1937 – Sonja Haraldsen, Norges drottning 1991– (gift med Harald V)
- 1941 – Sam Farr, amerikansk demokratisk politiker, kongressledamot 1993–2017
- 1942
  - Arne Hegerfors, svensk sportkommentator och programledare
  - Prins Michael av Kent, brittisk prins, kusin till drottning Elizabeth II av Storbritannien
- 1944 – Ray Meagher, australisk skådespelare
- 1946 – Uroš Marović, jugoslavisk vattenpolospelare
- 1948
  - René Arnoux, fransk racerförare
  - Roger Berry, brittisk labourpolitiker, parlamentsledamot 1992–2010
  - Tommy Körberg, svensk sångare och skådespelare
- 1952 – Anders Lindqvist, svensk travkusk och travtränare
- 1963 – Henri Leconte, fransk tennisspelare
- 1964 – Roland Ratzenberger, österrikisk racerförare
- 1981 – Björn Melin, svensk ishockeyspelare
- 1983
  - Isabeli Fontana, brasiliansk supermodell
  - Amantle Montsho, botswansk friidrottare

## Avlidna
- 965 – Benedictus V, påve
- 1336 – Elisabet, Portugals drottning
- 1761 – Samuel Richardson, brittisk författare
- 1784 – Carl Carlskiöld, svenskt krigsråd och landshövding i Västmanlands län
- 1826
  - Thomas Jefferson, amerikansk statsman och ambassadör, USA:s vicepresident och president
  - John Adams, amerikansk politiker, USA:s vicepresident och president
- 1831 – James Monroe, amerikansk politiker, senator för Virginia och guvernör i samma delstat, USA:s president
- 1848 – François-René de Chateaubriand, fransk greve, politiker, skribent, diplomat, militär och författare, Frankrikes utrikesminister
- 1855
  - Horace Eaton, amerikansk whigpolitiker, guvernör i Vermont
  - John Alexander Greer, amerikansk demokratisk politiker
- 1880 – Leonidas Sexton, amerikansk republikansk politiker, kongressledamot
- 1881 – Johan Vilhelm Snellman, finländsk filosof, författare, tidningsman och statsman
- 1887 – Anson Morrill, amerikansk republikansk politiker, guvernör i Maine, kongressledamot
- 1891 – Hannibal Hamlin, amerikansk politiker, USA:s vicepresident
- 1894 – Edwin B. Winans, amerikansk demokratisk politiker, guvernör i Michigan
- 1902
  - Hervé Faye, fransk astronom
  - Swami Vivekananda, indisk filosof
- 1910 – Giovanni Schiaparelli, italiensk astronom
- 1921 – Antoni Grabowski, polsk kemiingenjör, ledande inom esperantorörelsen
- 1925 – Pier Giorgio Frassati, saligförklarad italiensk student och tertiar inom dominikanorden
- 1934 – Marie Curie, polsk-fransk fysiker och kemist, mottagare av Nobelpriset i fysik 1903 och Nobelpriset i kemi 1911
- 1938 – Suzanne Lenglen, fransk tennisspelare
- 1946 – Jenny Wanda Barkmann, tysk krigsförbrytare
- 1967 – Stieg Trenter, svensk journalist och deckarförfattare
- 1970 – Barnett Newman, amerikansk målare
- 1971 – Rut Holm, svensk skådespelare och sångare
- 1974
  - Haj Amin al-Husseini, palestinsk nationalist och muslimsk religiös ledare
  - Georgette Heyer, brittisk författare
- 1976
  - Dödade under Operation Entebbe:
    - Jonathan Netanyahu, israelisk militär
    - Wilfried Böse, tysk terrorist
    - Brigitte Kuhlmann, tysk terrorist
- 1977 – Morgan Andersson, svensk skådespelare
- 1989
  - Jack Haig, brittisk skådespelare
  - Camilla Mickwitz, finländsk grafiker, animatör och författare
- 1991 – Martin Söderhjelm, finländsk skådespelare, regissör, dramaturg och författare
- 1992 – Ástor Piazzolla, argentinsk musiker, bandoneonspelare och kompositör
- 1995
  - Éva Gábor, ungersk-amerikansk skådespelare
  - Bob Ross, amerikansk konstnär och programledare
- 1996 – Björn Strand, svensk skådespelare
- 1998 – Kurt Franz, tysk SS-officer, kommendant i koncentrationslägret Treblinka
- 2002
  - Sten Samuelson, svensk arkitekt
  - Laurent Schwartz, fransk matematiker, mottagare av Fieldspriset 1950
- 2003 – Barry White, amerikansk soulsångare
- 2005 – June Haver, amerikansk skådespelare
- 2006 – Lars Korvald, norsk kristdemokratisk politiker, Norges statsminister
- 2008
  - Evelyn Keyes, amerikansk skådespelare
  - Agneta Prytz, svensk skådespelare
  - Jesse Helms, amerikansk republikansk politiker, senator för North Carolina
  - Jean-René Gougeon, fransk travtränare och kusk
  - Janwillem van de Wetering, nederländsk deckarförfattare
- 2009
  - Brenda Joyce, amerikansk skådespelare
  - Allen Klein, amerikansk jurist
  - Robert Louis-Dreyfus, fransk-schweizisk miljardär
  - Lasse Strömstedt, svensk författare och debattör
  - Bo Samuelson, svensk skådespelare
- 2011
  - Otto von Habsburg, tysk-österrikisk politiker, habsburgsk tronpretendent
  - Zurab Kapianidze, georgisk skådespelare och politiker, parlamentsledamot
- 2012 – Eric Sykes, brittisk komiker och skådespelare
- 2014
  - Giorgio Faletti, italiensk deckarförfattare
  - Torill Thorstad Hauger, norsk författare och bildkonstnär